# Cimetière pour animaux

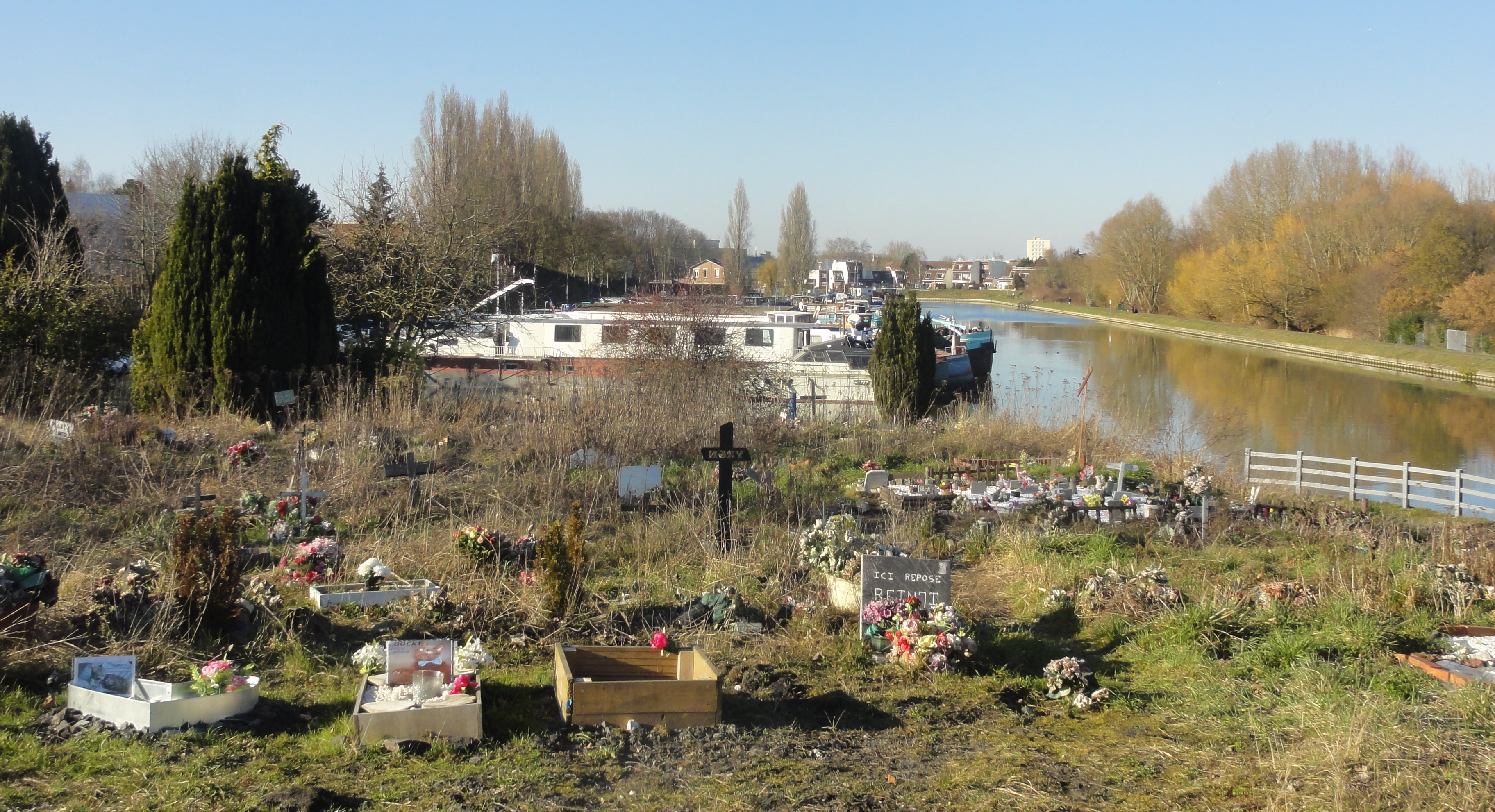
Le cimetière des animaux des bateliers de Douai, en France, en février 2019.

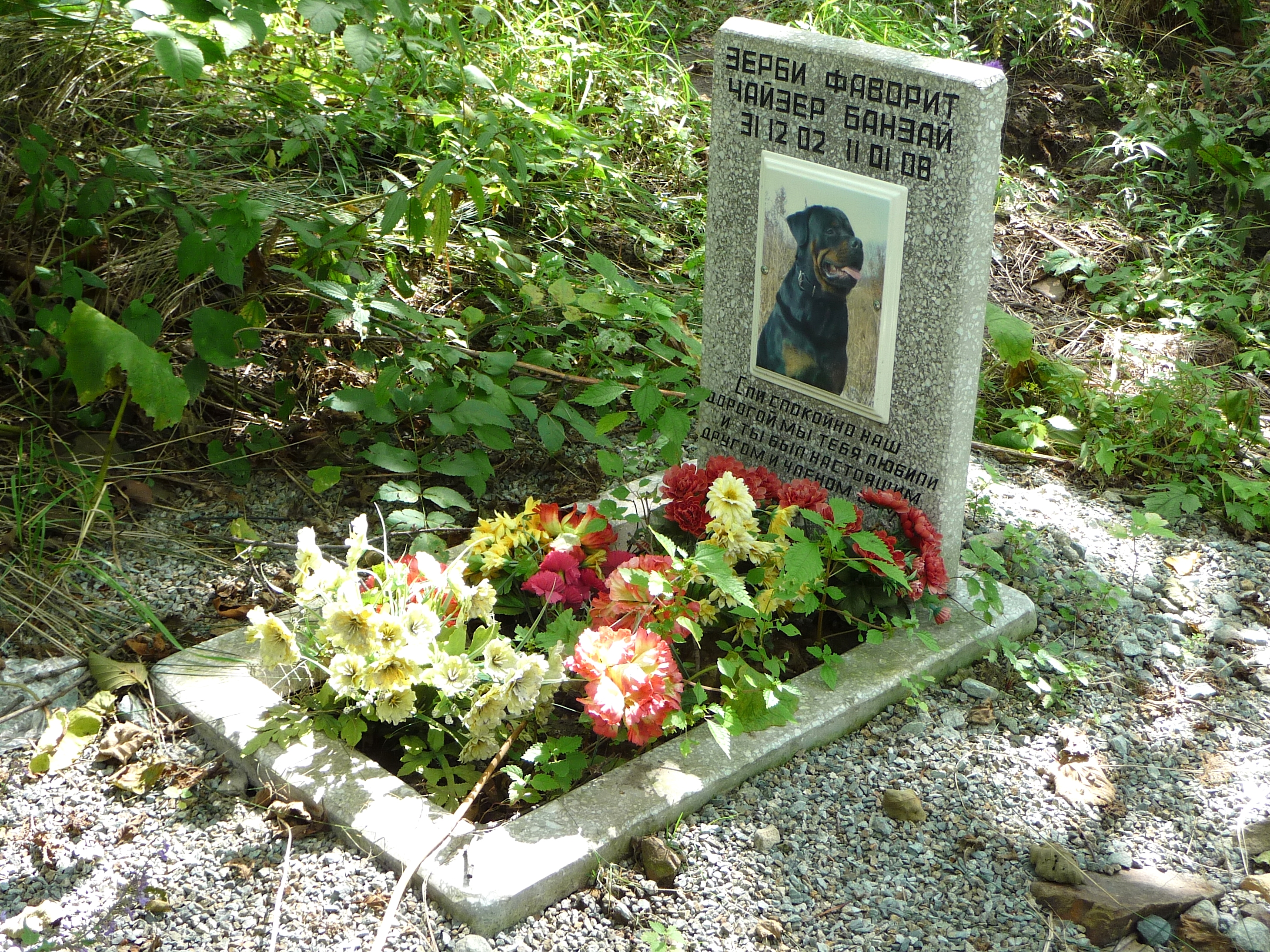
Tombe d'un chien à Vladivostok en Russie.

Un cimetière pour animaux est un lieu de rassemblement de sépultures d'animaux au sein d'une société humaine dans un but généralement cultuel (animaux sacrés, sacrifiés ou non) ou honorifique. Y sont enterrés le plus souvent des animaux domestiqués : chats, chiens, chevaux, béliers, etc., mais aussi singes, ibis, crocodiles, etc. (Égypte antique, etc.).
Ceci exclut a priori :
- les sépultures humaines dans lesquelles des animaux (chevaux...) ont été inhumés aux côtés d'un haut personnage, comme témoignage de la richesse et de la puissance de celui-ci, au même titre que des objets précieux, ou parfois des serviteurs ou des compagnes ;
- les lieux contenant des ossements d'animaux en vrac, résultant de leur simple consommation par l'homme ;
- les lieux mythiques résultant d'une vision anthropomorphique tels que les cimetières des éléphants.

La nécropole des chevaux des tsars était destinée à témoigner de l'attachement de leurs maîtres à leurs chevaux et à louer leurs qualités, sans connotation religieuse particulière.

## Dans la culture
- Le roman et les films Simetierre.
- le film Gates of Heaven